# オトマン・バッカル
オトマン・バッカル（Otman Bakkal, 1985年2月27日 - ）は、オランダ・アイントホーフェン出身のサッカー選手。ポジションはミッドフィールダー。モロッコにルーツを持つ。

## 経歴

### クラブ
PSVアイントホーフェンの下部組織でサイドハーフ、ウイングとしてプレーしていた。同じくモロッコにルーツを持つアフェライやアイサティに注目が集まる中、出場機会を得られずしばらくレンタル生活が続いていた。しかしFCトゥウェンテでポジションをセンターハーフに変更したことが転機となり、クラブの上位進出に貢献した。2012年7月10日、ロシアのFCディナモ・モスクワへ3年契約で移籍した。

### 代表
U-21オランダ代表としては2007年UEFA U-21欧州選手権で優勝を経験。2008年の北京オリンピックにも出場した。
A代表として2009年11月18日パラグアイ代表との親善試合にラファエル・ファン・デル・ファールトとの交代出場でデビューした。

## タイトル
U-21オランダ代表
- UEFA U-21欧州選手権 : 2007

PSV
- エールディビジ : 2007-08